# Агванское письмо
Агва́нское письмо́ (или пи́сьменность Кавка́зской Алба́нии) — письменность агванского языка, распространённого в раннесредневековом государстве Кавказская Албания в Восточном Закавказье на территории современного Азербайджана, Южного Дагестана и маленькой части восточной Кахетии. Алфавит обнаружен в 1937 году в армянской рукописи XV века, дешифровка письменности на основе найденных позднее источников опубликована в 2009 году. Потомком агванского языка учёные считают современный удинский язык лезгинской подгруппы нахско-дагестанских языков.

## Исторический очерк
Единственным известным языком Албании является агванский, иначе «гаргарейский».
Армянский хронист V века Корюн, автор «Жития Маштоца», сообщает, что агванский алфавит был создан (или воссоздан) армянским просветителем и миссионером Месропом Маштоцем при помощи епископа Анания и переводчика Вениамина в начале 420-х годов, после христианизации этой страны.
Аналогичное сообщение есть у Мовсеса Хоренаци и у более позднего историка, автора «Истории Албании» Мовсеса Каганкатваци с характеристикой гаргарского языка, однако ряд историков (А. Г. Шанидзе, К. П. Патканов) полагают, что этот фрагмент из последнего источника заимствован у Хоренаци.
Сообщения об истории происхождения албанского письма содержатся только в армянских источниках.
Период расцвета албанской письменности, по мнению А. Шанидзе, приходится на V—VII в., когда албанцы принимали активное участие в политической и культурной жизни региона. Письменность существовала и после покорения Албании арабами в VII веке, когда происходила постепенная исламизация и денационализация албанцев. Отсутствие точных данных не позволяет определить, до какого периода албанская письменность использовалась на практике. Согласно армянскому историку монгольского периода Хетуму (конец XIII — начало XIV веков), в его время албанская письменность ещё применялась. Горные области Албании, которые были населены народом, имевшим общее с армянами вероисповедание и отстаивавшим свою национальную культуру и независимость, он называет «halojen», что схоже с «aluan» — термином, обозначавшим у армян народ и страну албан. Согласно Вольфгангу Шульце, хотя «албанское» царство распалось вскоре после 705 года, албанский алфавит, возможно, продолжал использоваться вплоть до XII века.
Участники расшифровки албанского алфавита Йост Гипперт и Вольфганг Шульце отмечают, что гаргарский язык, для которого была создана письменность, не был языком всех кавказских албанцев, а только определённой группы (гаргаров), игравшей решающую роль в управлении Албанией, а термин «албанский» для языка и письменности находят не совсем корректным.

### Происхождение албанского письма
Исследователи высказывали разные мнения о роли Маштоца в деле создания албанского алфавита.
В изданной в 1959 году книге К. В. Тревер отмечает, что в средние века появилась новая версия книги Корюна, составленная на основе извлечений из оригинала и дополненная некоторыми сведениями из истории Мовсеса Хоренаци. В этой новой редакции, известной под названием «Псевдо-Корюн», отсутствуют сведения о возобновлении Маштоцем албанского алфавита. Наличие же этих сведений в оригинале говорит о существовании у албан алфавита и в начале V века. Сама Тревер полагает, что Маштоц создал албанский алфавит на основе «гаргарейского наречия».
В. В. Бартольд относил время создания албанского письма к эпохе византийского императора Феодосия II (408—450) а его создателем считал армянских проповедников. В. Минорский также придерживался мнения, что агванское письмо было создано в V веке армянским духовенством.
В 1966 году российский востоковед А. Г. Периханян высказала предположение, что создание албанской письменности, как до того и армянской, было обусловлено задачей консолидации «национальных» сил против ассимиляции со стороны Византии и Ирана, и посещение Маштоцем Албании и Грузии, церкви которых были теснейшим образом связаны с армянской церковью, мог иметь политический смысл. Маштоц, не знавший грузинского и албанского языков, априори не мог выступить непосредственным создателем соответствующей письменности без упоминаемых у Корюна грузина Джалия и албанца Вениамина, так как процесс создания нового алфавита невозможно свести к «буквотворчеству». В целом имеющуюся в армянских источниках версию Периханян оценивает как вероятную. Стивен Рапп допускает возможность поздней вставки фрагмента в книге Корюна, однако считает, что есть много оснований полагать, что изобретение трех закавказских алфавитов (армянского, грузинского и албанского) принадлежат одному региональному процессу, который курировал Маштоц.
Как отмечает российский историк М. С. Гаджиев, высказанные сомнения о роли Маштоца позволили некоторым исследователям сделать заключение, что Маштоц не играл значительной роли в изобретении албанского письма. Это, по мнению исследователя, является явным принижением значения деятельности Маштоца. По мнению Гаджиева, у истоков литературы Кавказской Албании стояли армянин Маштоц, не знавший албанского языка, но имевший опыт разработки алфавита, и албанин-священник Бениамин, являвшийся «одарённым переводчиком» и, очевидно, знавший не только албанский, но и армянский языки.
Согласно В. А. Шнирельману, азербайджанские историки с середины XX века либо полностью замалчивают, либо вовсе отвергают роль Маштоца в создании албанской письменности.
Йост Гипперт, один из дешифровщиков найденного в 1996 г. албанского палимпсеста, на основе анализа букв приходит к выводу, что в основе албанского письма очевидно лежит армянский алфавит, что в свою очередь свидетельствует в пользу исторической традиции, приписывающей создание албанского алфавита Месропу Маштоцу.
Французский востоковед Жан-Пьер Маэ считает рассказ Корюна не вызывающим сомнений и подтверждаемым фактическим материалом албанской письменности, в том числе недавно расшифрованным «Синайским палимпсестом».
Немецкий востоковед Ясмин Дум-Трагут, основываясь на сведениях Корюна, создателем агванского письма считает Маштоца.

## Попытки дешифровки

### Первые находки
В 1886 году арменовед профессор Н. Карамянц опубликовал статью, в которой сообщал о виденной им в Мюнхене армянской рукописи с миниатюрами («Роман Александра»), переписанной в 1535 году диаконом Иосафом в монастыре Сурб Григор Лусаворич в Сивасе. В ней на последней странице рядом с другими записями содержались две строчки, написанные неизвестным письмом, а на полях около первой из этих строк была сделана пометка по-армянски: «письмо агванское» (gir ałuanic). Карамянц осторожно предположил, что упомянутые две строки выполнены агванскими буквами (он насчитал их 21) и повторяют армянскую надпись, начинавшуюся со слов «помяните грешного Иосафа диакона». Однако позднее выяснилось, что это «открытие» было мнимым — текст представлял собой армянскую криптограмму (тайнопись).
В 1924 году во время своей исследовательской поездки по Советскому Союзу известный ученый-арменовед Нерсес Акинян, в Москве вместе с Левоном Мсерианцем, в коллекции последнего, обнаруживает в одной из армянских рукописей мцопского сборника албанский алфавит. Акинян пожелал опубликовать находку, но Л. Мсерианц отказал ему в этом, поскольку сам готовил эту публикацию. Однако сделать это Мсерианцу не удалось, и после его смерти рукопись была передана в Матенадаран. Позже, в 1937 г., профессор Абуладзе проводя изыскания в Матенадаране, находит эту рукопись. Данная армянская рукопись XV века, содержала первый список агванского алфавита, состоящего из 52 своеобразных букв, озаглавленный Aluanic girnē, то есть «агванское письмо».
Крупный армянский учёный Грачья Ачарян крайне благосклонно воспринял обнаружение албанского письма — в частности, в газете «Известия» Ачарян писал:
Молодой грузинский ученый Илья Абуладзе, обнаруживший 28 сентября 1937 года среди Эчмиадзинских рукописей албанский алфавит, стал достоин вечной славы и почтения.
Одновременно Ачарян подверг критике тех учёных, которые подвергали сомнению подлинность рукописи.
Абуладзе сделал ещё одно важное сообщение, косвенно подтверждающее существование кавказско-албанского письма. Там же, в Матенадаране, им были найдены два рукописных списка текста, озаглавленного «Об истории святого и божественного елея, которую написали отцы Востока агванским письмом и перевели на армянский язык».
Рукописи были направлены Акакию Шанидзе, который подтвердил их подлинность, а также отметил, что отражённая в алфавите звуковая система должна соответствовать звуковой системе современного удинского языка — представителя лезгинской группы дагестанских языков.
В 1948 году во время земляных работ в Мингечауре (предстояло затопление определённой площади в связи со строительством Мингечаурской ГЭС) был раскопан раннесредневековый христианский храм VI—VII вв. и найден первый образец достоверно агванской эпиграфики. Среди этих находок оказалась и такая (надпись на подсвечнике), которая, видимо, воспроизводила последовательность из десяти букв, аналогичных начальным буквам алфавита уже известной рукописи, и тем самым ещё раз подтверждала подлинность последней.
Близ с. Верхнее Лабко (Левашинский район, Дагестан) была найдена ещё одна надпись на каменной табличке, в точности воспроизводящая агванский алфавит рукописных списков. Большинство современных специалистов называют данный артефакт подделкой.
В 1960 году Шанидзе исследует одно «нечитаемое письмо», находящееся в королевской библиотеке Мюнхена и упомянутое в справочном издании Акопа Анасяна «Армянская библиография V—XVIII вв.». Для дешифровки Шанидзе использовал изданную Карамянцем рукопись 1535 года, а также новонайденный албанский алфавит. Исследователь находит несомненное сходство некоторых букв албанского алфавита и рукописью мюнхенской библиотеки. Запись оказалась армянской криптограммой. По мнению Акопа Анасяна, существующие в армянских рукописях алфавиты, называемые «албанскими», представляют собой видоизменения древних албанских букв, которые использовались арменизированными албанами для написания армянских текстов. Ещё более сходны они с символами, изданными А. Г. Абрамяном в «Истории армянского письма и письменности». Из чего следует, что они имеют одно происхождение и являются разновидностями одной и той же письменности. Возможно, что, как и грузинские буквы, албанский алфавит со временем претерпел изменения и стал отличаться от своего прототипа. Но остаётся открытым вопрос — восходят ли они к подлинным албанским буквам, которые имеются в надписях на камне и обломках керамики, найденных во время раскопок в Мингечауре.

### Синайский палимпсест
В 1996 г. экспедицией АН Грузии во главе с Зазой Алексидзе в монастыре Св. Екатерины на Синае был обнаружен палимпсест, содержащий около 120 страниц, с албанским текстом, поверх которого был написан грузинский текст. Палимпсест был составлен на основе 59-буквенного алфавита. С предварительным сообщением об идентификации и дешифровке албанского текста Алексидзе выступил на конференции «Этнокультурное наследие Кавказской Албании» в Баку в мае 2001 года. Согласно азербайджанскому информагентству, Алексидзе датировал албанский текст рубежом IV—V веков. Эта датировка, согласно азербайджанской стороне, «коренным образом опровергает принятые многими учёными утверждения армянских историков о том, что албанская письменность была изобретена Месропом Маштоцем в V в.». В приведённом тексте выступления сам Алексидзе, однако, говорит, что «самым смелым выводом была бы следующая датировка нижних текстов <…> в период между V и VI веками». Российский историк Аликбер Аликберов отмечает, что европейские исследователи синайского палимпсеста дают более позднюю датировку, а датировка IV веком может иметь политический подтекст, так как «имеет в своей основе попытки найти доказательства, опровергающие сведения источников о создании в начале V века Месропом Маштоцем трех алфавитов: армянского, грузинского и албанского». Так, например, Вернер Зайбт датирует палимпсест приблизительно VIII веком или несколько более поздним периодом. В 2007 году в журнале Iran and the Caucasus немецкие учёные Йост Грипперт и Вольфганг Шульце дали предварительное описание дешифровки палимпсеста. Согласно описанию, палимпсест датируется VII веком и представляет собой библейские тексты, анализ которых показывает, что они переводились с соответствующих армянских текстов. Кроме того, язык палимпсеста показал наличие, в незначительной степени, влияния древнеармянского языка на старый удинский язык.
Расшифровка палимпсеста издана в 2009 году отдельной книгой в двух томах, с историческим очерком, кратким описанием грамматики и словарными материалами. Окончательное мнение по поводу датировки и происхождения текста в этом издании более сдержанное: так, рассматривая аргументы в пользу той или иной датировки, авторы утверждают, что оба обнаруженные кавказско-албанские тексты «по-видимому, были написаны в промежутке между концом VII в. и X в., причем более вероятна более поздняя датировка». Что же касается источника для перевода, то в текстах отмечаются совпадения как с армянской и грузинской, так и с греческой и сирийской версиями библейских переводов. И хотя в нескольких местах структура албанского текста может объясняться только переводом с армянского, в целом все приводимые сходства не дают оснований для однозначных утверждений о языке-источнике — «они лишь доказывают, что албанская версия принадлежит к определённой традиции, в рамках которой разделяет наибольшее число сходств с армянской Библией и в меньшей степени со старыми вариантами грузинской, и которая на ранних этапах опиралась также (или испытала влияние) на сирийские модели».
В 2018 году грузинский исследователь Роман Лолуа предложил ряд поправок к чтению кавказско-албанских букв в издании синайских палимпсестов.

## Алфавит
| Номер | Вид буквы            | Вид буквы        | Вид буквы | Реконструированное название буквы | Реконструированное название буквы | Транслитерация | Звук        | Звук     | Числовое значение |
| Номер | Синайский палимпсест | Матенадаран 7117 | Юникод    | Транслитерированное               | В русской передаче                | Транслитерация | По Гипперту | По Лолуа | Числовое значение |
| ----- | -------------------- | ---------------- | --------- | --------------------------------- | --------------------------------- | -------------- | ----------- | -------- | ----------------- |
| 1     |                      |                  | 𐔰         | alt                               | алт                               | a              | [a]         | [a]      | 1                 |
| 2     |                      |                  | 𐔱         | bet                               | бет                               | b              | [b]         | [b]      | 2                 |
| 3     |                      |                  | 𐔲         | gim                               | гим                               | g              | [ɡ]         | [ɡ]      | 3                 |
| 4     |                      |                  | 𐔳         | daṭ                               | дат                               | d              | [d]         | [d]      | 4                 |
| 5     |                      |                  | 𐔴         | eb                                | эб                                | e              | [e]         | [e]      | 5                 |
| 6     |                      |                  | 𐔵         | zarl                              | зарл                              | z              | [z]         | [z]      | 6                 |
| 7     |                      |                  | 𐔶         | ēn                                | эйн                               | ē              | [ej~eː]     | [ej~e]   | 7                 |
| 8     |                      |                  | 𐔷         | žil                               | жил                               | ž              | [ʒ]         | [ʒ]      | 8                 |
| 9     |                      |                  | 𐔸         | tas                               | тас                               | t              | [t]         | [t]      | 9                 |
| 10    |                      |                  | 𐔹         | ć̣a                                | ча                                | ć̣              | [t͡ɕʼ]       | [t͡ʃʼˁ]   | 10                |
| 11    |                      |                  | 𐔺         | yowd                              | йуд                               | y              | [j]         | [j]      | 20                |
| 12    |                      |                  | 𐔻         | źa                                | жа                                | ź              | [ʑ]         | [ʒˁ]     | 30                |
| 13    |                      |                  | 𐔼         | irb                               | ирб                               | i              | [i]         | [i]      | 40                |
| 14    |                      |                  | 𐔽         | ʕa/šʕa                            | ша                                | ʕ              | [ˁ]         | [ˁ~ʃ]    | 50                |
| 15    |                      |                  | 𐔾         | lan                               | лан                               | l              | [l]         | [l]      | 60                |
| 16    |                      |                  | 𐔿         | inʼa                              | иня                               | nʼ             | [nʲ]        | [nʲ]     | 70                |
| 17    |                      |                  | 𐕀         | xēʕn                              | хейн                              | x              | [x]         | [χ]      | 80                |
| 18    |                      |                  | 𐕁         | dʼan                              | дян                               | dʼ             | [dʲ]        | [d͡ʒ]     | 90                |
| 19    |                      |                  | 𐕂         | c̣ar                               | цар                               | c̣              | [t͡sʼ]       | [t͡sʼ]    | 100               |
| 20    |                      |                  | 𐕃         | ʒ́ox                               | джох                              | ʒ́              | [d͡ʑ]        | [d͡ʒˁ]    | 200               |
| 21    |                      |                  | 𐕄         | kʕar                              | кар                               | ḳ              | [kʼ]        | [kʼ]     | 300               |
| 22    |                      |                  | 𐕅         | lʼiṭ                              | лит                               | lʼ             | [lʲ]        | [lʲ]     | 400               |
| 23    |                      |                  | 𐕆         | hēṭ                               | хейт                              | h              | [h]         | [h]      | 500               |
| 24    |                      |                  | 𐕇         | x̣ay                               | хай                               | x̣              | [q~χ]       | [q~χ]    | 600               |
| 25    |                      |                  | 𐕈         | år                                | ор                                | å              | [ɒ]         | —        | 700               |
| 26    |                      |                  | 𐕉         | ćoy                               | чой                               | ć              | [t͡ɕ]        | [t͡ʃˁ]    | 800               |
| 27    |                      |                  | 𐕊         | č̣i                                | чи                                | č̣              | [t͡ʃʼ]       | [t͡ʃʼ]    | 900               |
| 28    |                      |                  | 𐕋         | cʼay                              | цяй                               | cʼ             | [t͡sʲ]       | —        | 1000              |
| 29    |                      |                  | 𐕌         | maq̇                               | мак                               | m              | [m]         | [m]      | 2000              |
| 30    |                      |                  | 𐕍         | q̇ar                               | кар                               | q̇              | [qʼ]        | [qʼ]     | 3000              |
| 31    |                      |                  | 𐕎         | nowc                              | нуц                               | n              | [n]         | [n]      | 4000              |
| 32    |                      |                  | 𐕏         | ʒʼay                              | дзяй                              | ʒʼ             | [d͡zʲ]       | —        | 5000              |
| 33    |                      |                  | 𐕐         | šak                               | шак                               | š              | [ʃ]         | [ʃ]      | 6000              |
| 34    |                      |                  | 𐕑         | ǯayn                              | джайн                             | ǯ              | [d͡ʒ]        | —        | 7000              |
| 35    |                      |                  | 𐕒         | on                                | он                                | o              | [o]         | [o]      | 8000              |
| 36    |                      |                  | 𐕓         | ṭʼay                              | тяй                               | ṭʼ             | [tʼʲ]       | [t͡ʃʼː]   | 9000              |
| 37    |                      |                  | 𐕔         | fam                               | фам                               | f              | [f]         | [f]      | 10000             |
| 38    |                      |                  | 𐕕         | ʒay                               | дзай                              | ʒ              | [d͡z]        | [d͡z]     | 20000             |
| 39    |                      |                  | 𐕖         | čaṭ                               | чат                               | č              | [t͡ʃ]        | [t͡ʃ]     | 30000             |
| 40    |                      |                  | 𐕗         | ṗen                               | пен                               | ṗ              | [pʼ]        | [pʼ]     | 40000             |
| 41    |                      |                  | 𐕘         | ġēs                               | гхейс                             | ġ              | [ɣ]         | [ʁ]      | 50000             |
| 42    |                      |                  | 𐕙         | raṭ                               | рат                               | r              | [r]         | [r]      | 60000             |
| 43    |                      |                  | 𐕚         | sēk                               | сейк                              | s              | [s]         | [s]      | 70000             |
| 44    |                      |                  | 𐕛         | vēz                               | вейз                              | v              | [v]         | [v]      | 80000             |
| 45    |                      |                  | 𐕜         | ṭüwr                              | тюр                               | ṭ              | [tʼ]        | [tʼ]     | 90000             |
| 46    |                      |                  | 𐕝         | śoy                               | щой                               | ś              | [ɕ]         | [ʃˁ]     | 100000            |
| 47    |                      |                  | 𐕞         | üwn                               | юн                                | ü              | [y]         | [oˁ]     | 200000            |
| 48    |                      |                  | 𐕟         | c̣ʼaw                              | цяу                               | c̣ʼ             | [t͡sʼʲ]      | [t͡sʼː]   | 300000            |
| 49    |                      |                  | 𐕠         | cayn                              | цайн                              | c              | [t͡s]        | [t͡s]     | 400000            |
| 50    |                      |                  | 𐕡         | yayd                              | йайд                              | w              | [w]         | [w]      | 500000            |
| 51    |                      |                  | 𐕢         | püwr                              | пюр                               | p              | [p]         | [p]      | 600000            |
| 52    |                      |                  | 𐕣         | küw                               | кю                                | k              | [k]         | [k]      | 700000            |